# Домашня довгошерста кішка

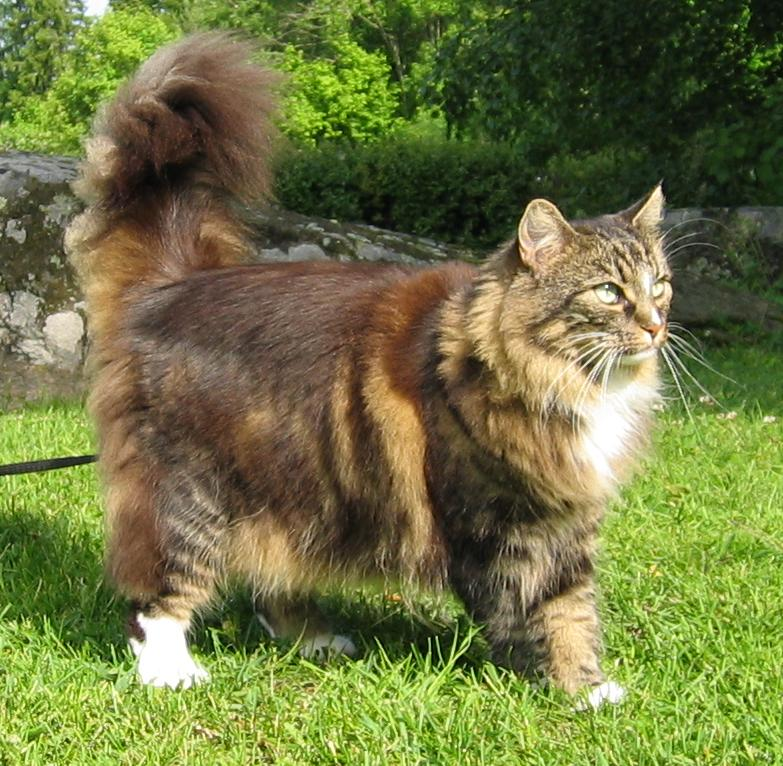
Норвезька лісова

Домашня довгошерста кішка (англ. Domestic longhaired cat)  — тип домашньої кішки, яка має довгу, або напівдовгу, шерсть. Довгошерсті кішки мають всі забарвлення: одноманітні, біколори, таксидо, ван, колорпоінт, таббі, черепахове, каліко.
Догляд за шерстю довгошерстих і напівдовгошерстих порід необхідно зробити щоденною процедурою. Добре проводити її перед годуванням, щоб після неї кішку чекала винагорода — смачна їжа. Для догляду за шерстю вам знадобляться: щітки з натуральною або штучною щетиною, гребені (із густими й рідкими зубцями), зубна щітка, ножиці з тупими кінцями, пудра (присипка) для догляду за шерстю, шматочок замші.
Починати привчати до процедур кішку треба з раннього віку. Щоб кішка не втомилася і їй не набрид щоденний догляд за шерстю, намагайтеся витрачати на нього якнайменше часу. Розчісування шерсті починають із голови, потім переходять на спину й боки, рухаючись до хвоста. Після цього необхідно перевернути кішку на спину й вичесати живіт і кінцівки. Якщо кішки звикли до процедури, то навіть одержуватимуть задоволення. Регулярне розчісування уберігає шерсть від бруду, лупи, паразитів, допомагає позбутися мертвих волосків. У гладкошерстих кішок шерсть завжди розчісуйте у напрямку росту волосся. Щоб надати шерсті додаткового блиску, її протирають замшевою ганчірочкою.
У довгошерстих і напівдовгошерстих (коли шерсть добре прочесана) шерсть можна трохи начесати в напрямку, протилежному росту волосся. Особливо ретельно повинен бути розчесаний хвіст. Після процедури його треба взяти за кінчик і легенько струснути. Волоски не повинні щільно прилягати один до одного. У довгошерстих порід шерсть може звалюватися, утворяться ковтуни. Найчастіше вони з'являються під шиєю, у пахвовій западині й паховій області. Такі ділянки потрібно спочатку спробувати розчесати гребінцем з рідкими зубами. Якщо це вдалося, то застосовують гребінець із густішими зубами. Якщо не вдалося, то максимально розплутають ділянку, а сам ковтун видаляють ножицями з тупими кінцями. Якщо ви щодня прочісуватимете шерсть, ковтуни не утворяться. Для довгошерстих порід (крім деяких забарвлень: димчастих, завуальованих, затушованих) застосовують спеціальну пудру. Після присипання шерсть треба ретельно вичесати. Це допоможе надати більшої кошлатості волоскам.

## Представники довгошерстних порід
- Американський керл
- Балінез
- Гімалайська кішка
- Мейн кун
- Норвезька лісова кішка
- Перська кішка
- Регдол
- Шотландська капловуха
- Японський бобтейл